# Disturbios de Dublín de 2006

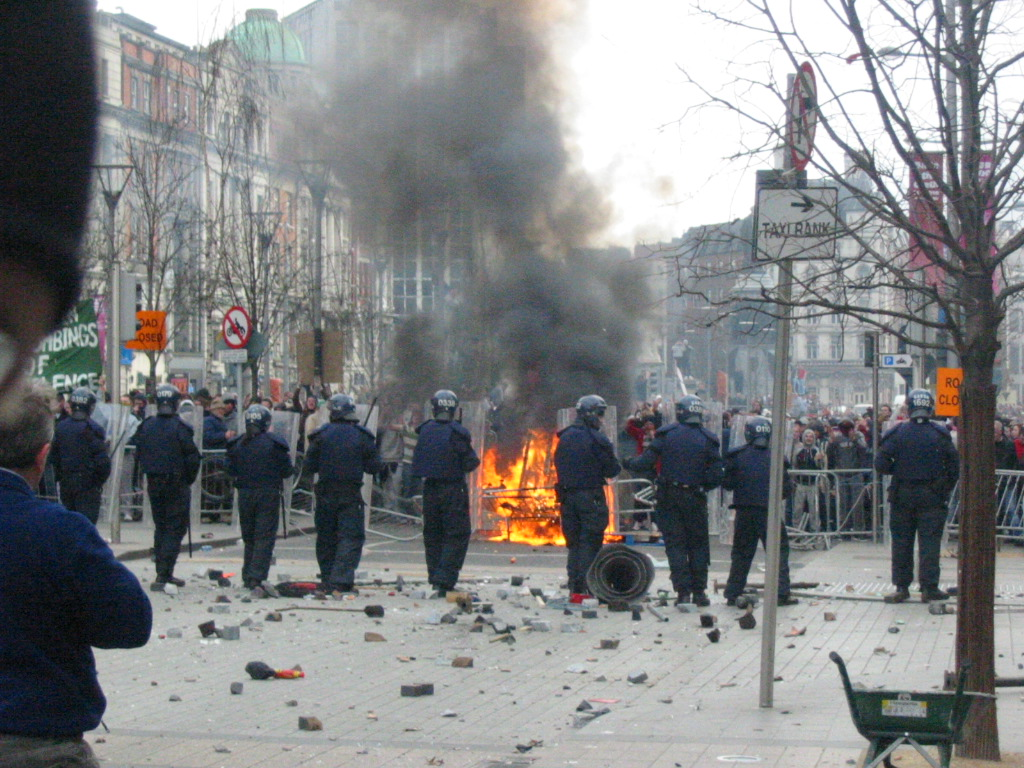
Antidisturbios de la Garda en la calle O'Connell.

Los disturbios republicanos de Dublín en 2006 fueron una serie de revueltas que comenzaron cuando cientos de simpatizantes republicanos intentaron evitar una marcha de lealistas y familiares de víctimas del IRA por la calle O'Connell de Dublín (Irlanda), el 25 de febrero de 2006.
El desencadenante de los disturbios se produjo cuando agentes de la Garda Síochána (o "Guardia Pacífica de Irlanda", en irlandés) dispersaron a un grupo de anti-lealistas que bloqueaban la manifestación convocada. Entonces, los republicanos comenzaron a atacar a los agentes con materiales de la construcción que había en esa misma calle, como piedras, ladrillos u otros materiales que ya habían traído como fuegos artificiales. La policía tuvo que sacar con escolta a los manifestantes lealistas en sus autocares, ante la violencia; uno de los autocares sufrió daños por las piedras que le tiraron los alborotadores.
Los disturbios continuaron durante más de una hora, y catorce personas fueron heridas, incluyendo seis agentes. Trece personas serán juzgadas por estos disturbios. Los perjuicios económicos de los distrubios en los diversos negocios puede alcanzar los 10.000.000 €  Archivado el 8 de marzo de 2006 en Wayback Machine.

## Brote inicial

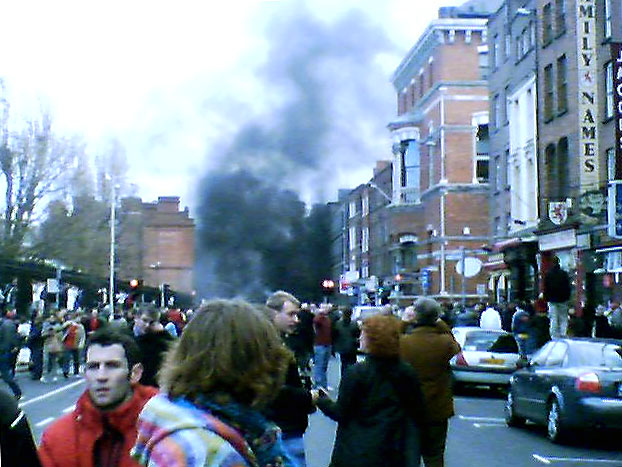
Automóvil ardiendo en la calle Nassau.

Los incidentes empezaron a las 13:00h del sábado día 25 de febrero, cuando cientos de republicanos se fueron congregando en la calle O'Connell, la gran arteria comercial del centro de Dublín, para evitar una marcha orangista convocada bajo el lema "Love Ulster" ("Amor al Ulster"), que pretendía denunciar el doble rasero del Gobierno Irlandés en el conflicto de Irlanda del Norte, al ignorar supuestamente a las víctimas del IRA. A la marcha acudieron unas 1000 personas procedentes de Irlanda del Norte actualmente administrada por el Reino Unido, incluidos conocidos políticos unionistas como Jeffrey Donaldson.
La Garda fue objeto de numerosas críticas por no haber prevenido con antelación los incidentes que sacudieron el centro dublinés.
- Datos: Q3091541
- Multimedia: 2006 Dublin riots / Q3091541